# Пригода в просторі та часі
«Пригода в просторі та часі» (англ. An Adventure in Space and Time) — британський телевізійний біографічний фільм, присвячений історії науково-фантастичного серіалу «Доктор Хто» та приурочений до його 50-літнього ювілею. Режисером виступив Террі МакДонаф, а сценарій написав сценарист серіалів «Доктор Хто» та «Шерлок» Марк Ґетісс. Прем′єра 83-хвилинного фільму відбулася на телеканалі BBC Two 21 листопада 2013 року. Крім того, після виходу на британському телебаченні здійснювалися міжнародні трансляції стрічки.
Біографічний фільм зосереджений на драматизованій версії подій навколо створення «Доктора Хто» у 1960-х, акцентуючи увагу на акторові Вільямі Гартнеллу (грає Девід Бредлі), коли він взяв на себе роль оригінального втілення головного героя шоу Доктора. Поряд з Гартнеллом, сюжет містить кулуарні події з виробничим персоналом, включаючи залучення Сідні Н′юмена, Веріті Ламберт та Воріса Хуссейна. Телефільм отримав позитивні відгуки після його трансляції та отримав ряд номінацій на премії. Після своєї ролі у фільмі Бредлі зображував у «Докторі Хто» Першого Доктора, з′явившись у серіях 2017 року «Падіння Доктора» та «Двічі в часі», а також в аудіопостановках від Big Finish Productions.

## Синопсис
У 1963 році Сідні Н′юмен (грає Браян Деніс Кокс) стає новим керівником відділу драми BBC. Щоб заповнити проміжок між трансляціями спортивної програми «Трибуна» і музичного шоу Juke Box Jury, він придумав ідею науково-фантастичного серіалу під назвою «Доктор Хто» для дорослих і дітей, головним героєм якого буде старий чоловік з таємничим ім′ям Доктор. Н′юмен залучає Веріті Ламберт (грає Джессіка Рейн) як продюсера, попри можливі проблеми у творчому колективі. Пізніше Ламберт і Воріс Хуссейн (грає Саша Дхаван), режисер серіалу, вербують актора Вільяма Гартнелла (грає Девід Бредлі) на роль Доктора, він погоджується, хоч і скептично ставиться до того, як це допоможе його кар′єрі.
Після того, як Ламберт забезпечує набір декорацій для шоу, що нагадують інтер′єр TARDIS, у виробництві пілотного епізоду виникають труднощі. Н′юмену не до вподоби кінцеві результати і він замовляє повторні зйомки, включаючи прохання Гартнеллові бути ніжнішим і добрішим на екрані. Ламберт і Хуссейн встигають вчасно здійснити повторну зйомку, щоб пілот вийшов в ефір у заплановану дату. Дізнавшись про наміри закрити серіал через невелику аудиторію, яку пілотний епізод отримав після вбивства Джона Ф. Кеннеді того ж дня, Ламберт умовляє Н′юмена повторити показ першої серії перед другою. Хоча Н′юмен неохоче виступає за включення монстрів у «Докторі Хто», він дозволяє Ламберт представити істот, названих далеками, у наступній серії. Пізніше він зізнається, що помилявся на рахунок даних персонажів.
Тим часом Гартнелл захоплюється своєю роллю, прив’язавшись до свого персонажа та популярності, яку принесли йому діти. Однак, з часом змінюються і актори, і виробнича команда серіалу, що призводить до погіршення здоров′я Гартнелла. Стурбований тим, що актор не пам′ятав належним чином свої репліки, Н′юмен погоджується зі своїм начальником замінити Гартнелла на нового актора Патріка Траутона (грає Ріс Ширсміт) для наступних серій. З біллю у серці Гартнелл погоджується піти, але, повідомляючи дружині новини, він переживає величезний стрес. У той час як Вільям готується до своєї фінальної сцени в 1966 році, згадуючи, як «Доктор Хто» починався і свою причетність до нього, він висловлює похвалу Траутону за те, що він стане його наступником. Коли починаються зйомки, Гартнелл дивиться в бік і бачить коротке видіння Метта Сміта, який зіграє ту саму роль через майже 50 років.
Фільм закінчується оповіддю про кожну з реальних фігур, представлених у історії, перш ніж зупинитися на реальній промові Гартнелла, виголошеній наприкінці серії Вторгнення далеків на Землю.

## Виробництво

### Розробка
На тридцятилітню річницю «Доктора Хто» в 1993 році режисер Кевін Девіс звернувся до BBC з ідеєю під назвою «Легенда починається». Проєкт мав би містити різноманітні документальні інтерв′ю з особами, відповідальними за створення серіалу і театралізовані сцени, що показують початок програми. Врешті-решт, ідея драматизації була відмовлена на користь стандартного документального формату, що оглядав всю історію «Доктора Хто», який транслювався на BBC One як «Доктор Хто: Тридцять років у TARDIS» у листопаді 1993 року. Через десять років, на сорокарічний ювілей, сценарист і виконавчий продюсер Марк Ґетісс подав ідею про фільм на BBC Four, не знаючи про попередню спробу Девіса. Однак і цю пропозицію було відхилено, Ґетіссу сказали, що немає доступного слота чи бюджету.

### Написання сценарію
Для того, щоб зробити фільм зрозумілим широкій аудиторії, не весь персонал, який працював над створенням «Доктора Хто» був представлений у фільмі. Наприклад, роль оригінального редактора сценаріїв Девіда Вітакера була злита з роллю асоційованого продюсера Мервіна Пінфілда. Співавтор Дональд Вілсон та сценарист Сесіл Едвін Веббер також відсутні у картині.
Частина постановки передбачала відтворення сцен із класичного серіалу, включаючи втрачені епізоди, такі як Марко Поло. У Ґетісса також були амбіції відтворити смерть Сари Кінгдом з серії План повелителя далеків, залучивши оригінальну актрису Джин Марш, щоб відтворити старіння героїні та використавши кадри Super 8 для відтворення фотосесії Radio Times для Трьох Докторів, але бюджет цих амбіцій не врахував.

### Знімання
Основний процес фільмування «Пригоди в просторі та часі» розпочався в лютому 2013 року. Знімання переважно відбувалися на студії Wimbledon Studios у Лондоні та Телевізійному центрі BBC. Для останнього це була остання відзнята там драма, тому що той закрився через місяць після завершення зйомок.
Знімання на локаціях відбулися 17 лютого 2013 року на Вестмінстерському мосту в Лондоні. Це стосувалося репліки далеків 1960-х, що переходять міст, яка відтворює відому сцену з Вторгнення далеків на Землю 1964 року. Також були зняті внутрішні сцени, що повторюють постановки «Доктора Хто» на Lime Grove Studios, з використанням реплік телевізійного обладнання тих часів.

## У ролях
Багато акторів, що грали ролі в цьому фільмі, в той чи інший момент з′являлися у самому «Докторі Хто», до чи після виходу «Пригоди в просторі та часі». Девід Бредлі зіграв лиходія у епізоді «Динозаври на космічному кораблі», а Джессіка Рейн фігурувала у серії «Ховайся» сьомого сезону; Джеф Ревл з′явився у Фронтіосі двадцять першого сезону; Марк Еден грав головну роль у втраченій серії Марко Поло першого сезону; Ніколас Бріггс озвучував далеків і кіберлюдей з моменту поновлення серіалу, тут зобразив свого попередника; Браян Кокс озвучив Старшого Уда у спецвипуску Кінець часу. Джин Марш і Аннека Віллс, виконавці ролей супутників Першого Доктора, отримали камео у сцені вечірки Веріті Ламберт. Саша Дхаван, що зіграв Воріса Хуссейна через кілька років взяв на себе роль Майстра, починаючи з серії Spyfall дванадцятого сезону, тоді як Бредлі повторив роль Першого Доктора у різдвяному спецвипуску 2017 року «Двічі в часі».

### Акторський склад «Доктора Хто»
- Девід Бредлі — у ролі Вільяма Гартнелла, що грав Першого Доктора[17]
- Джеймі Ґловер — у ролі Вільяма Рассела, що грав Ієна Честертона
- Джемма Повел — у ролі Жаклін Гілл, що грала Барбару Райт
- Клаудіа Ґрант — у ролі Керол Енн Форд, що грала С′юзан Форман
- Анна-Ліза Дрю — у ролі Морін О′Браян, що грала Вікі[18]
- Едмунд С. Шорт — у ролі Пітера Парвеса, що грав Стівена Тейлора[19]
- Софі Голт — у ролі Джекі Лейн, що грала Додо Чаплет[20]
- Робін Варлі — у ролі Майкл Крейз, що грав Бена Джексона
- Еллі Спайсер — у ролі Аннеки Віллс, що грала Поллі
- Ріс Ширсміт — у ролі Патріка Траутона, що грав Другого Доктора
- Ніколас Бріггс — у ролі Пітера Гокінса, оригінального голосу далеків і кіберлюдей

### Виробнича команда «Доктора Хто»
- Браян Деніс Кокс — у ролі Сідні Н′юмена, автора ідеї серіалу[21]
- Джессіка Рейн — у ролі Веріті Ламберт, оригінального продюсера[21]
- Саша Дхаван — у ролі Воріса Хуссейна, оригінального режисера[21]
- Сара Вінтер — у ролі Делі Дербішир, творця звуків для головної музичної теми композитора Рона Ґрейнера[21]
- Джозеф Рейлтон — у ролі Браяна Годгсона, творця звукових ефектів[21]
- Джефф Ревл — у ролі Мервіна Пайнфілда, асоційованого продюсера[22]
- Ендрю Вуделл — у ролі Рекса Такера, режисера[22]
- Ієн Галлард — у ролі Річарда Мартіна, режисера[22]
- Девід Аннен — у ролі Пітера Брачакі, оригінального дизайнера[23]
- Сем Хоур — у ролі Дугласа Камфілда, режисера[24]
- Марк Еден — у ролі Дональда Баверстока, керівника BBC One[24]

### Інші
- Леслі Менвіль — у ролі Хезер Гартнелл, дружини Вільяма Гартнелла[25]
- Кара Дженкінс — у ролі Джудіт «Джессіки» Корні, онуки Вільяма Гартнелла[24]
- Вільям Рассел — у ролі Гаррі
- Керол Енн Форд — у ролі Джойс
- Росс Ґарні-Рендал — у ролі Реґа
- Ріс Покні — у ролі Алана[22]
- Чарлі Кемп — у ролі Артура[24]
- Роджер Мей — у ролі Лена[24]
- Кіт Коннор — у ролі Чарлі
- Метт Сміт — у ролі самого себе (невказане у титрах камео)
- Джин Марш (невказане у титрах камео)
- Аннека Віллс (невказане у титрах камео)
- Дональд Тош (невказане у титрах камео)
- Тобі Хадоке — у ролі бармена[26]

## Сприйняття

### Рейтинги і критика
Драму переглянули 2,71 мільйони британських глядачів. Агрегатор Rotten Tomatoes дав оцінку 95% схвалення на основі 22 відгуків та середній бал 8,5 / 10. Консенсус критиків вебсайту зазначає «веселий, розумний і виразно доступний. «Пригода в просторі та часі» пропонує розважальний перегляд як для новачків, так і для неабияких фанатів «Доктора Хто»». Metacritic демонструє середню оцінку 77 із 100, спираючись на 11 відгуків, що вказує на «загалом сприятливі відгуки».

### Номінації і нагороди
24 березня 2014 року фільм був номінований на BAFTA Craft Rewards у трьох категоріях — «кращий дизайн костюмів», «монтаж (художні фільми)» та «макіяж і дизайн зачісок». 17 квітня Джемма Чан вручила Вікі Ленґ відзнаку в останній категорії. У бесіді з Дженні Фалконер, вона зазначила, що дуже любить цей проєкт і що це була мрія для дизайнера макіяжу і зачісок.
У 2014 році «Пригода в просторі та часі» також була номінована на премію Г′юго в категорії «Найкраща драматична постановка (коротка форма)».

## Комерційні виходи

### Домашні носії
У Великій Британії «Пригода в просторі та часі» вийшла на DVD 2 грудня 2013 року. Комплект з трьох дисків вийшов 27 травня 2014 року на території США і Канади. Він включав Blu-ray- і DVD-версії телефільму, а також DVD-випуск першої серії серіалу Неземне дитя. Його перевидали на DVD і Blu-ray 8 вересня 2014 року як частину 50th Anniversary Collectors Boxset, поряд зі спецвипусками «Ім′я Доктора», «Ніч Доктора», «День Доктора», «Час Доктора» і «(Майже) П′ять Докторів. Ребут».

## Саундтрек
Музику, яку написав для фільму Едмунд Батт, випустила Silva Screen Records 3 березня 2014 року.
| #   | Назва                                                                                     | Тривалість |
| --- | ----------------------------------------------------------------------------------------- | ---------- |
| 1.  | «Головна тема – Пригода в просторі та часі (Main Theme – An Adventure in Space and Time)» | 0:38       |
| 2.  | «Правильна людина (The Right Man)»                                                        | 1:17       |
| 3.  | «Перша жінка-продюсер (The First Woman Producer)»                                         | 1:21       |
| 4.  | «У мене є ідея... (I've Got an Idea...)»                                                  | 1:34       |
| 5.  | «Далеки (The Daleks)»                                                                     | 2:52       |
| 6.  | «Убити Доктора Хто (Kill Dr. Who)»                                                        | 1:48       |
| 7.  | «Якою мірою? (What Dimension?)»                                                           | 1:24       |
| 8.  | «Це моє шоу (This Is My Show)»                                                            | 1:50       |
| 9.  | «Полювання за автографами (Autograph Hunting)»                                            | 2:31       |
| 10. | «Сідні Н'юмен (Sydney Newman)»                                                            | 1:00       |
| 11. | «Скарлетт О'Хара (Scarlett O’Hara)»                                                       | 1:03       |
| 12. | «Сеча і оцет (Piss & Vinegar)»                                                            | 1:24       |
| 13. | «Вбиральня (Dressing Room)»                                                               | 1:18       |
| 14. | «JFK вбивство (JFK Assassinated)»                                                         | 1:48       |
| 15. | «TARDIS (The TARDIS)»                                                                     | 0:57       |
| 16. | «Прощавай, С'юзан (Goodbye Susan)»                                                        | 2:37       |
| 17. | «10 мільйонів глядачів (10 Million Viewers)»                                              | 0:57       |
| 18. | «Шанувальники (The Fans)»                                                                 | 0:41       |
| 19. | «Мені дуже шкода, Білл (I’m So Sorry Bill)»                                               | 2:45       |
| 20. | «Прощальний поцілунок (Kiss Goodbye)»                                                     | 1:05       |
| 21. | «Мій наступник (My Successor)»                                                            | 1:06       |
| 22. | «Галактика Ізоп (Isop Galaxy)»                                                            | 0:50       |
| 23. | «Незамінний (Irreplaceable)»                                                              | 1:19       |
| 24. | «Новий Доктор (The New Doctor)»                                                           | 3:55       |
| 25. | «Час вийшов... (Time’s Up...)»                                                            | 1:15       |